# Viktor Bolin
Viktor Bolin, född 13 december 1992 i Jönköping, är en svensk ishockeyspelare som spelar för Nybro Vikings i Hockeyettan. Bolins moderklubb är Limhamn HC med vilka han började spela som junior innan han gick över till Malmö Redhawks juniorlag och senare Tingsryds AIF:s juniorer. Med Tingsryd fick Bolin även göra debut i Hockeyallsvenskan, Annars blev det i huvudsak Hockeyettan som han etablerade sig som senior. Först i Mörrum och Falun innan han till säsongen 2014/15 värvades till Nybro Vikings där han blev kvar. Säsongen 2022/23 påbörjar han sin nionde säsong för klubben.

## Klubbkarriär
|         |                    |                   |    | Grundserie | Grundserie | Grundserie | Grundserie | Grundserie | Grundserie |    | Slutspel/Kval | Slutspel/Kval | Slutspel/Kval | Slutspel/Kval | Slutspel/Kval | Slutspel/Kval | Slutspel/Kval |
| Säsong  | Klubb              | Liga              | SM | Mål        | Ass        | P          | Utv        | +/-        |            | SM | Mål           | Ass           | P             | Utv           | +/-           |               |               |
| ------- | ------------------ | ----------------- | -- | ---------- | ---------- | ---------- | ---------- | ---------- | ---------- | -- | ------------- | ------------- | ------------- | ------------- | ------------- | ------------- | ------------- |
| 2008/09 | Limhamn HC J18     | J18 Div.1         | -  | -          | -          | -          | -          | -          |            |    |               |               |               |               |               |               |               |
| 2008/09 | Limhamn HC J20     | J20 Div.2         | 16 | 1          | 5          | 6          | 8          | -          |            |    |               |               |               |               |               |               |               |
| 2008/09 | Limhamn HC         | Division 2        | 1  | 0          | 1          | 1          | 0          | -          |            |    |               |               |               |               |               |               |               |
| 2009/10 | Malmö Redhawks J18 | J18 Elit          | 18 | 2          | 2          | 4          | 4          | -          |            |    |               |               |               |               |               |               |               |
| 2009/10 | Malmö Redhawks J18 | J18 Allsvenskan   | 12 | 0          | 1          | 1          | 2          | -          |            |    |               |               |               |               |               |               |               |
| 2010/11 | Tingsryds AIF J20  | J20 SuperElit     | 23 | 2          | 5          | 7          | 4          | -          |            |    |               |               |               |               |               |               |               |
| 2011/12 | Tingsryds AIF J20  | J20 SuperElit     | 38 | 2          | 13         | 15         | 14         | 7          | Kval       | 2  | 3             | 1             | 4             | 0             | 6             |               |               |
| 2011/12 | Tingsryds AIF      | Hockeyallsvenskan | 5  | 0          | 0          | 0          | 0          | 0          |            |    |               |               |               |               |               |               |               |
| 2012/13 | Mörrums GoIS IK    | Division 1        | 42 | 0          | 3          | 3          | 8          | -10        |            |    |               |               |               |               |               |               |               |
| 2013/14 | Falu IF            | Division 1        | 41 | 5          | 17         | 22         | 28         | 3          | Kval       | 8  | 0             | 3             | 3             | 2             | -             |               |               |
| 2014/15 | Nybro Vikings IF   | Hockeyettan       | 28 | 3          | 8          | 11         | 10         | -1         |            |    |               |               |               |               |               |               |               |
| 2015/16 | Nybro Vikings      | Hockeyettan       | 34 | 2          | 9          | 11         | 10         | 3          |            |    |               |               |               |               |               |               |               |
| 2016/17 | Nybro Vikings      | Hockeyettan       | 37 | 7          | 14         | 21         | 18         | 0          | Kval       | 4  | 0             | 3             | 3             | 2             | -2            |               |               |
| 2016/17 | Tingsryds AIF      | Hockeyallsvenskan | 2  | 0          | 0          | 0          | 0          | -1         |            |    |               |               |               |               |               |               |               |
| 2017/18 | Nybro Vikings      | Hockeyettan       | 37 | 5          | 13         | 18         | 6          | 8          | Kval       | 2  | 0             | 0             | 0             | 0             | 1             |               |               |
| 2018/19 | Nybro Vikings      | Hockeyettan       | 14 | 0          | 7          | 7          | 6          | 7          |            |    |               |               |               |               |               |               |               |
| 2019/20 | Nybro Vikings “A”  | Hockeyettan       | 40 | 0          | 7          | 7          | 10         | 4          | Kval       | 3  | 0             | 1             | 1             | 0             | -1            |               |               |
| 2020/21 | Nybro Vikings “A”  | Hockeyettan       | 39 | 2          | 22         | 24         | 12         | 10         | Kval       | 10 | 0             | 7             | 7             | 4             | 3             |               |               |
| 2021/22 | Nybro Vikings “A”  | Hockeyettan       | 35 | 5          | 15         | 20         | 4          | 5          | Kval       | 13 | 2             | 7             | 9             | 2             | 11            |               |               |
| 2022/23 | Nybro Vikings “A”  | Hockeyettan       | 25 | 1          | 3          | 4          | 4          | 4          | Kval       | 15 | 2             | 3             | 5             | 2             | 5             |               |               |